# Desierto del Colorado
El desierto del Colorado es una parte del desierto de Sonora, que se extiende por el suroeste de Norteamérica, desde el Paso de San Gregorio hasta la península de Baja California.
Ocupa una superficie de unos 28 000 km². Una gran parte del desierto se encuentra a una altitud por debajo del nivel del mar, situándose su punto más bajo en la cuenca del Saltón.
Las temperaturas oscilan entre los 0 °C y los 55 °C, con una temperatura media de unos 32 °C. El desierto experimenta durante el día temperaturas más altas de verano que desiertos de más alta elevación y casi nunca experimenta heladas. Además, el desierto de Colorado experimenta dos temporadas de lluvia por año, en el invierno y a finales de verano.

## Fauna del desierto de Colorado
El origen de la fauna de Baja California está estrechamente relacionado con los cambios climáticos ocurridos en el período terciario, particularmente durante las glaciaciones, que provocaron modificaciones en la distribución de la flora, y por ello en la distribución de la fauna. 
El desarrollo y establecimiento de los diferentes tipos de vegetación en el Estado, provocó la emigración e inmigración de especies animales, variedad de especies afines con los elementos componentes de otras regiones de la península.
Flora: Cachanilla, ocotillo y palo verde.
Fauna: Lagartija, gato montés, correcaminos, bagre y totoaba.